# Elbe-Oderhaff-Radweg
Der Elbe-Oderhaff-Radweg führt mit einer Länge von 445 km von Lüneburg nach Ueckermünde durch den östlichen Landesteil Niedersachsens sowie die südlichen und östlichen Landesteile von Mecklenburg-Vorpommern.

## Streckenführung
Der Radwanderweg verläuft von Lüneburg über Neuhaus, Dömitz, Ludwigslust, Parchim, Plau am See, Röbel/Müritz, Waren (Müritz) und Neubrandenburg nach Ueckermünde.
Er hat Anschluss an den Elberadweg und das Grüne Band Deutschland bei Bleckede, den Radweg Berlin–Kopenhagen bei Waren (Müritz) sowie die Routen Radfernweg Berlin–Usedom und Oder-Neiße-Radweg bei Ueckermünde.

## Landschaft und Sehenswürdigkeiten
- Natur und Landschaft: Elbtalauen, Naturschutzgebiet Binnendünen bei Klein Schmölen, Griese Gegend, Lewitz, Eldetal, Müritz-Nationalpark, Tollensesee, Brohmer Berge, Friedländer Große Wiese, Ueckermünder Heide.

- Sehenswerte Orte: Popelau, Amt Neuhaus, „Dorfrepublik“ Rüterberg, Neustadt-Glewe, Lübz, Stuer, Ludorf, Sietow, Malchow, Alt Rehse, Galenbeck.

- Schlösser, Parks und Herrenhäuser: Schloss Ludwigslust, Jagdschloss Friedrichsmoor, Fincken, Gutshaus Ludorf, Schloss Klink, Jagdschloss Prillwitz, Schloss Hohenzieritz, Lenné-Park Neuensund in Strasburg (Uckermark), Schloss Rattey in Schönbeck, Schloss Ueckermünde.

- Befestigungsanlagen: Festung Dömitz, Alte Burg Neustadt-Glewe, Fangelturm in Parchim, Wehrturm in Lübz, Burg Plau, Burgruine im Flachwassersee Stuer, Alte Burg Penzlin, Stadtbefestigung von Neubrandenburg.

- Dorfkirchen: Stapel, Groß Laasch, Dorfkirche Stuer, Ludorf, Klink, Sietow.

- Museen und Ausstellungen: Biosphärenreservat Niedersächsische Elbtalaue in Bleckede, Braunkohle-Museum Alt Kaliß, Fritz-Reuter-Museum in Dömitz, Agrarmuseum Alt Damerow, Lehmmuseum in Gnevsdorf, Ziegelei in Benzin, Burgmuseum in Plau am See, Hexenkeller Penzlin.

- Sonstiges: Schiffshebewerk Scharnebeck, Hubbrücke Plau, Rundscheune in Fincken, größte Feldsteinscheune Norddeutschlands in Bollewick, Kloster Malchow, Infozentren Müritz-Nationalpark in Federow.[1]

## Vorläufer Mecklenburgischer Seen-Radweg

Logo des Mecklenburgischen Seen-Radwegs

Der Elbe-Oderhaff-Radweg ersetzte 2024 den 625 km langen Mecklenburgischer Seen-Radweg. Dabei ergaben sich zwei wesentliche Änderungen: Zum einen entfielen zwischen Waren (Müritz) und Neubrandenburg die Schleifen über Mirow und Neustrelitz, indem die Wegeführung nun den direkten Weg zwischen den beiden Städten nimmt; zum anderen wurde der Radweg an seinem Ostende verkürzt. Der Mecklenburgische Seen-Radweg führte ab Ueckermünde weiter über Anklam und Heringsdorf nach Wolgast und damit parallel zum Radfernweg Berlin–Usedom bzw. Oder-Neiße-Radweg und dem Ostseeküsten-Radweg.

## Bilder

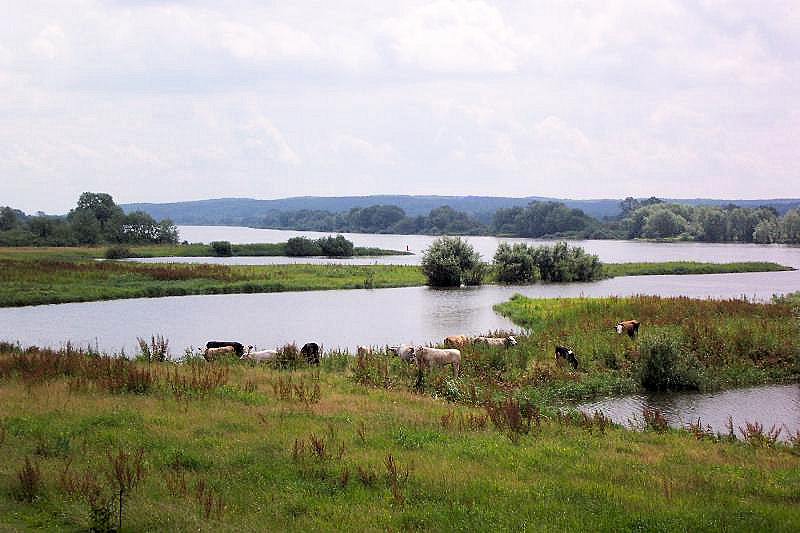
Elbauen bei Neuhaus
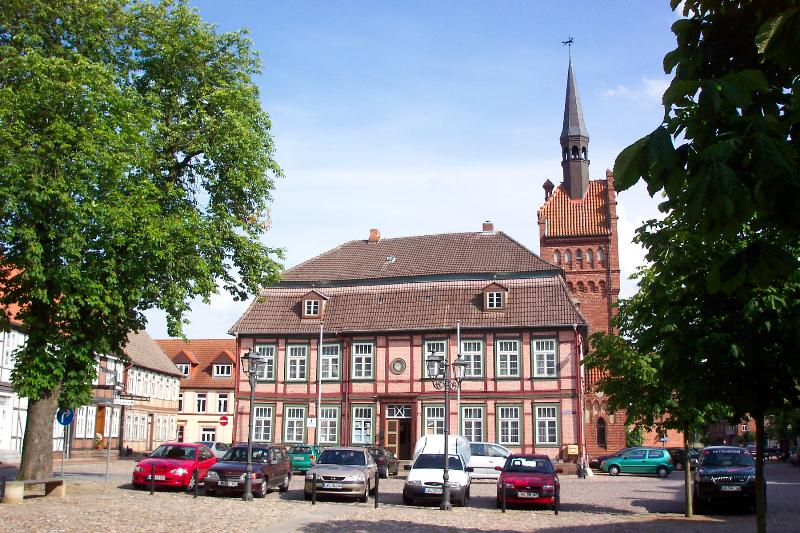
Rathaus in Dömitz
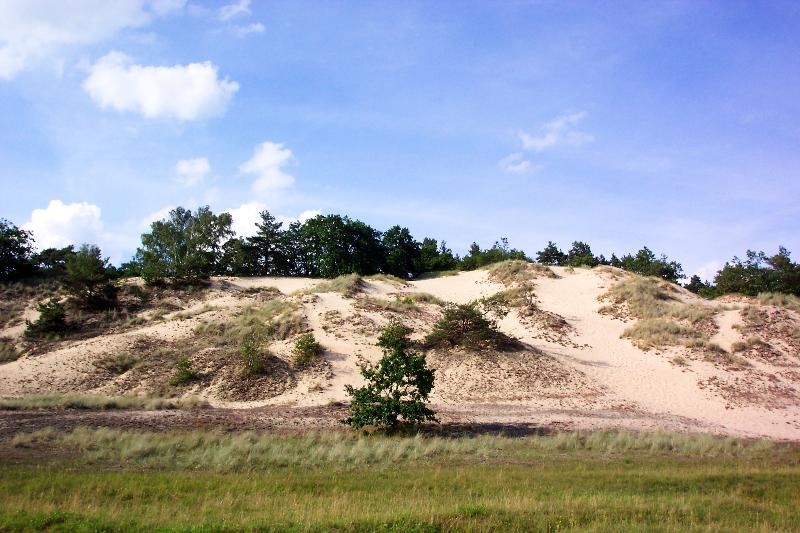
Binnendüne bei Klein Schmölen (Standort)